# Vicenç Gasca i Grau
Vicenç Gasca i Grau (barri de Sant Antoni de Barcelona, 20 de maig de 1945) és un empresari, comerciant i líder veïnal català. Nascut al si d'una família de sastres i botiguers, de la qual representa la quarta generació. Va estudiar als Escolapis de Sant Antoni i al Salesians de Sarrià, on va aprendre l'ofici de mestre sastre, que ha exercit al barri fins al dia d'avui.
Ha treballat per defensar un estil de comerç vinculat al seu entorn, convençut que la interrelació entre l'entramat veïnal i el comercial ajuda a construir el teixit social d'un barri i d'una ciutat. Durant els anys vuitanta va començar a col·laborar amb l'Associació de Veïns del Barri de Sant Antoni, de la qual n'ha estat vicepresident. Des de la vocalia de botiguers de l'entitat va promoure, juntament amb altres companys, l'associació Sant Antoni Centre Comercial, de la qual és president i que aglutina més de 1.300 comerciants, incloent-hi els del mercat, els encants i el mercat dominical.
Va ser un dels impulsors de la Comissió Eixos de Barcelona, creada per impulsar el comerç de barri, i va promoure la seva vinculació amb el Fòrum Ciutat i Comerç, òrgan de participació i consulta d'entitats i administracions relacionades amb el món comercial. La Comissió Eixos de Barcelona es transformaria en Fundació Barcelona Comerç, amb l'objectiu de promoure projectes i activitats orientats al foment del comerç en els ordres econòmic, social i cultural.
També ha estat vicepresident de la Societat de Mestres Sastres de Barcelona i del Gremi de Comerç Tèxtil i Sastreria. El novembre de l'any 2006, va rebre la Medalla d'Honor al Mèrit de la Guàrdia Urbana de Barcelona i el 2007 la Medalla d'Honor de Barcelona.